# Saterfriesische Sprache
Saterfriesisch oder Saterländisch (Eigenbezeichnung: Seeltersk) ist die Sprache der Saterfriesen und die letzte verbliebene Varietät der ostfriesischen Sprache. Die saterfriesische Sprache oder das Saterländische wird in der Gemeinde Saterland im Landkreis Cloppenburg nach unterschiedlichen Schätzungen von 1500 bis 2500 Menschen gesprochen. Damit handelt es sich um eine der kleinsten Sprachinseln Europas. Während vor einigen hundert Jahren in Ostfriesland und den anderen friesischen Gebieten östlich der Lauwers die ursprüngliche ostfriesische Sprache durch niedersächsische Dialekte verdrängt wurde (besonders ostfriesisches Platt und Gronings zeigen noch ihr friesisches Erbe), überlebte das Saterfriesische als friesische Sprache im Saterland.

## Klassifikation
Das Saterfriesische ist in diachroner Betrachtung ein emsfriesischer Dialekt des Ostfriesischen. Die emsfriesischen Dialekte wurden im westlichen Teil der ostfriesischen Halbinsel sowie in den Groninger Ommelanden bis zur Lauwers gesprochen. Ihnen gegenüber standen die weserfriesischen Dialekte des Ostfriesischen, die vom östlichen Teil der Ostfriesischen Halbinsel bis jenseits der Weser gesprochen wurden.
Synchron betrachtet ist das Saterfriesische eine eigene Sprache, die mit der westfriesischen Sprache und dem ebenfalls vom Aussterben bedrohten Nordfriesischen die friesische Sprachgruppe bildet. Die drei friesischen Sprachen stammen gemeinsam vom Altfriesischen ab, haben sich aber seit Jahrhunderten auseinanderentwickelt. Von den noch lebenden friesischen Dialekten steht das Helgoländer Friesisch dem Saterfriesischen am nächsten. Nächste verwandte Sprache der friesischen Varietäten ist das Englische.
Früher wurden Friesisch und Englisch häufig in einer anglo-friesischen Sprachgruppe zusammengefasst. Heute werden Englisch und Friesisch meist gemeinsam mit der niederdeutschen Sprache (und manchmal auch der niederländischen Sprache) als Sprachen nordseegermanischer (oder ingwäonischer) Herkunft eingeordnet. Das genetisch eng mit den friesischen Sprachen verwandte Niederdeutsch hat aber bereits seit altsächsischer Zeit eine andere Entwicklung genommen und viele nordseegermanische Merkmale eingebüßt. Das Saterfriesische steht allerdings seit langer Zeit in einem engen Sprachkontakt mit den niederdeutschen Dialekten der Umgebung.

## Geschichte
Siedler aus Ostfriesland, die um 1100 ihre angestammten Wohnsitze wahrscheinlich unter dem Druck von Naturkatastrophen verlassen hatten, etablierten die Ursprünge des Saterfriesischen im Saterland. Da bereits zu dieser Zeit einige sächsische Bewohner im Saterland lebten, begann bereits zu dieser Zeit der enge Sprachkontakt mit dem Niederdeutschen.
In den friesischen Gebieten auf der ostfriesischen Halbinsel begann bereits im frühen 16. Jahrhundert der Rückgang der ostfriesischen Sprache zugunsten des Niederdeutschen. Der ostfriesische Dialekt des Saterlandes konnte sich vor allem aufgrund der geographischen Besonderheiten des Landes erhalten: Die Saterfriesen standen jahrhundertelang durch die sie umgebenden Moore nur in geringem Kontakt mit ihren Nachbarn. Die auf einem Sandrücken erbauten Dörfer bildeten praktisch eine Insel. Bis ins 19. Jahrhundert waren die Bewohner fast ausschließlich per Boot über das Flüsschen Sagter Ems (Seelter Äi) zu erreichen, in seltenen Fällen bei extremen Witterungsverhältnissen auch über die ausgetrockneten oder zugefrorenen Moore.
Politisch gehörte das Land nicht zur im 15. Jahrhundert entstandenen Grafschaft Ostfriesland, sondern war im Laufe der Zeit verschiedenen Herrschaften unterworfen und kam zuletzt zum Land Oldenburg. Die politische und später vor allem konfessionelle Grenze nach Ostfriesland einerseits – die Saterländer waren nach der Reformation rekatholisiert worden – sowie die Stammes- und Sprachgrenze in Richtung Oldenburg sorgten für eine zusätzliche Abschottung.
Das 19. Jahrhundert – mit der Erschließung des Saterlandes durch Straßenbau, Eisenbahn und die Moorkolonisierung – kennzeichnet den Anfang des Niedergangs der saterfriesischen Sprache, allerdings wurde erst nach dem Zweiten Weltkrieg die bis dahin noch recht geschlossene saterfriesische Sprachgesellschaft aufgebrochen, und das Hochdeutsche hielt verbreitet Einzug. Das bereits vor hundert Jahren vorhergesagte Aussterben ist allerdings bislang ausgeblieben. Die absolute Zahl der Sprecher ist bis zum Ende des 20. Jahrhunderts relativ konstant geblieben, die Sprecher des Saterfriesischen sind in der Gemeinde heute jedoch deutlich in der Minderheit.

## Geografische Verteilung
Das Saterfriesische ist in der heutigen Gemeinde Saterland noch in allen vier Ortschaften verbreitet. Stellmacher gibt auf Basis seiner Umfrage von 1995 an, dass 39,7 Prozent der Einwohner der Ortschaft Ramsloh (saterfriesisch Roomelse) Saterfriesisch sprechen, in Scharrel (Skäddel) sind es 28,9 Prozent, in Strücklingen (Strukelje) 26,2 Prozent. Im erst im 19. Jahrhundert besiedelten Sedelsberg (Sedelsbierich) sind es nur 9,6 Prozent. Auf historischem Saterländer Grund liegen auch die nicht friesischsprachigen Ortschaften Idafehn (Gemeinde Ostrhauderfehn), Elisabethfehn (Gemeinde Barßel) und Neuscharrel (Stadt Friesoythe). Die Fehnsiedlungen sind von Anfang an hauptsächlich von Oldenburg und Ostfriesland aus besiedelt worden und damit nicht oder kaum friesischsprachig. Neuscharrel entstand im 19. Jahrhundert von Scharrel aus, wie in der Kolonie Sedelsberg hatte das Friesische aber einen schweren Stand. Ende des 19. Jahrhunderts zählte Paul Kollmann in Neuscharrel noch 59 friesischsprachige Einwohner (12,7 Prozent).

### Offizieller Status

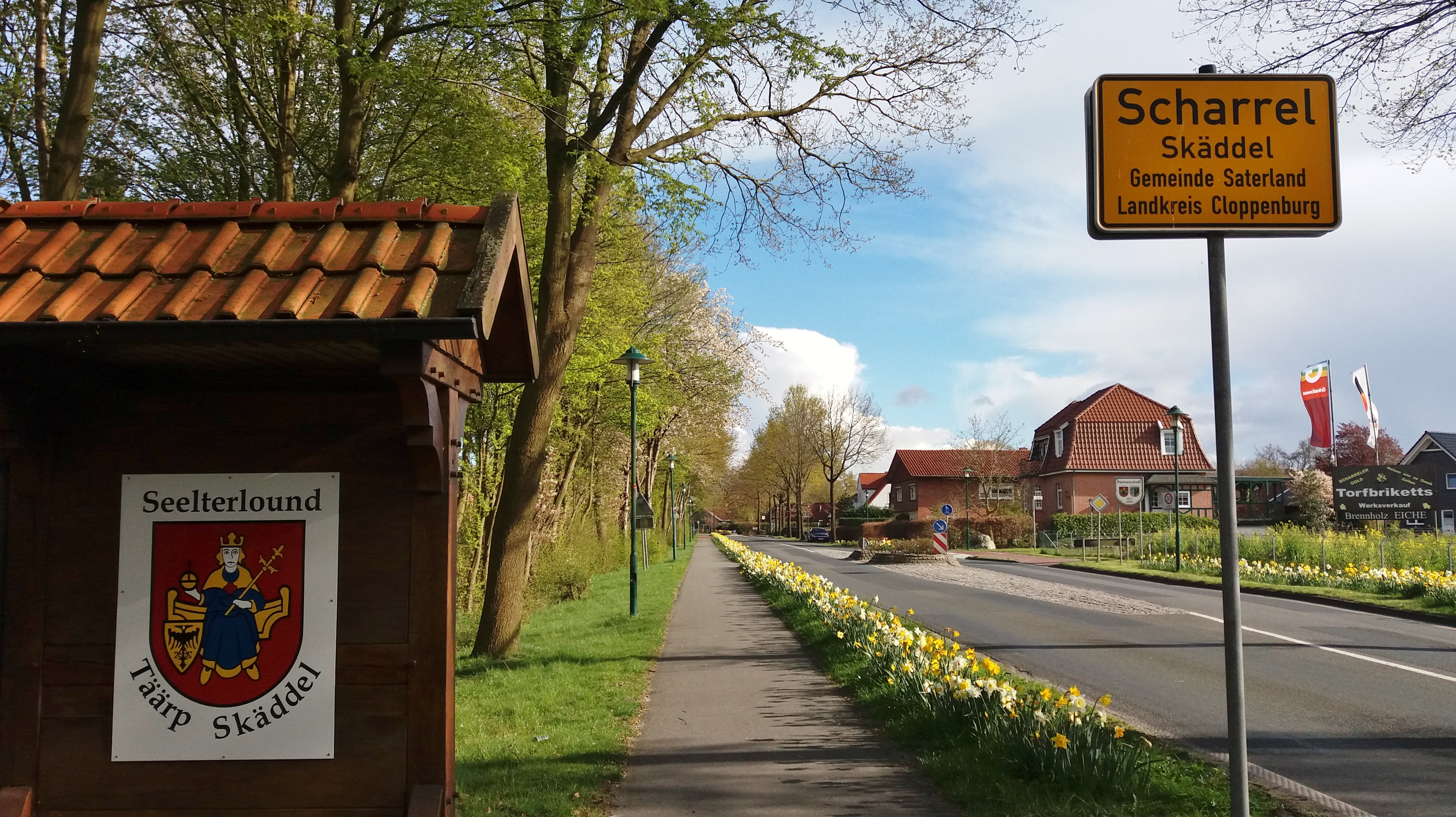
Zweisprachiges Ortsschild der Ortschaft Scharrel (Skäddel).

Seit 1999 auch in Deutschland die Europäische Charta der Regional- oder Minderheitensprachen in Kraft getreten ist, genießt das Saterfriesische als anerkannte Minderheitensprache besonderen Schutz und Recht auf Förderung. Im Saterland ist die Sprache auch zum Amtsgebrauch zugelassen. Die Ortsschilder der vier Saterländer Ortschaften sind zweisprachig ausgezeichnet. Rund 300 Kinder lernen die Sprache freiwillig in der Schule und in Kindergärten (Siehe auch: Friesischunterricht in Deutschland). Seit 2004 hat das Saterfriesische einen eigenen Sendeplatz auf dem lokalen Sender Ems-Vechte-Welle.
Für diese Sprache existiert kein eigenes ISO-639-2-Kürzel, es kann gem verwendet werden, was für „sonstige germanische Sprachen/Dialekte“ gilt. Das ISO/DIS-639-3-Kürzel ist stq.

### Dialekte
Das Saterfriesische kann in die drei Ortsdialekte von Scharrel, Ramsloh und Strücklingen-Utende unterteilt werden. Die Unterschiede sind allerdings gering.

## Phonetik und Phonologie
Das Saterfriesische gilt in seiner Lautung als sehr konservativ, wie auch das gesamte Ostfriesische konservativ in Bezug auf das Altfriesische war. Die folgenden Angaben basieren auf den Untersuchungen von Marron Fort.

### Vokale
Während das Hochdeutsche nur 16 lange und kurze Vokale und drei Diphthonge kennt, zeigt das Saterfriesische 21 lange und kurze Vokale (Monophthonge) und 16 Diphthonge.

#### Monophthonge
Der Konsonant /r/ wird im Silbenauslaut häufig vokalisch als [⁠ɐ⁠] realisiert.
Kurzvokale:
| Phonem | Laut | Beispiel           | Bemerkung |
| ------ | ---- | ------------------ | --------- |
| /a/    | [⁠a⁠]  | Fat (Fett)         |           |
| /ä/    | [⁠ɛ⁠]  | Sät (Weile)        |           |
| /e/    | [⁠ə⁠]  | ze (sie)           | Schwa     |
| /i/    | [⁠ɪ⁠]  | Lid (Glied)        |           |
| /o/    | [⁠ɔ⁠]  | Dot (kleines Kind) |           |
| /ö/    | [⁠œ⁠]  | bölkje (rufen)     |           |
| /u/    | [⁠ʊ⁠]  | Buk (Buch)         |           |
| /ü/    | [⁠ʏ⁠]  | Jüpte (Tiefe)      |           |

Halblange Vokale:
| Phonem | Laut | Beispiel        | Bemerkung |
| ------ | ---- | --------------- | --------- |
| /ie/   | [iˑ] | Piene (Schmerz) |           |
| /uu/   | [uˑ] | kuut (kurz)     |           |

Langvokale:
| Phonem | Laut | Beispiel           | Bemerkung |
| ------ | ---- | ------------------ | --------- |
| /aa/   | [aː] | Paad (Pfad)        |           |
| /ää/   | [ɛː] | tään (dünn)        |           |
| /ee/   | [eː] | Dee (Teig)         |           |
| /íe/   | [iː] | Wíek (Woche)       |           |
| /oa/   | [ɔː] | doalje (beruhigen) |           |
| /oo/   | [oː] | Roop (Seil)        |           |
| /öä/   | [œː] | Göäte (Rinne)      |           |
| /üü/   | [yː] | Düwel (Teufel)     |           |
| /úu/   | [uː] | Múus (Maus)        |           |

#### Diphthonge
| Phonem | Laut  | Beispiel            | Bemerkung |
| ------ | ----- | ------------------- | --------- |
| /ai/   | [a:i] | Bail (Bügel)        |           |
| /au/   | [a:u] | Dau (Tau)           |           |
| /ääu/  | [ɛ:u] | sääuwen (selbst)    |           |
| /äi/   | [ɛɪ]  | wäit (nass)         |           |
| /äu/   | [ɛu]  | häuw (hieb)         |           |
| /eeu/  | [e:u] | skeeuw (schief)     |           |
| /ieu/  | [iˑu] | Grieuw (Vorteil)    |           |
| /íeu/  | [i:u] | íeuwen (eben)       |           |
| /iu/   | [ɪu]  | Kiuwe (Kinn)        |           |
| /oai/  | [ɔ:ɪ] | toai (zäh)          |           |
| /oi/   | [ɔy]  | floitje (flöten)    |           |
| /ooi/  | [o:ɪ] | swooije (schwingen) |           |
| /ou/   | [o:u] | Bloud (Blut)        |           |
| /öi/   | [œ:i] | Böije (Windbö)      |           |
| /uui/  | [u:ɪ] | truuije (drohen)    |           |
| /üüi/  | [y:i] | Sküüi (Bratensaft)  |           |

### Konsonanten
Plosive: Stimmhafte Plosive werden heute im Auslaut in der Regel verhärtet. Insbesondere bei älteren Sprechern finden sich aber noch unverhärtete Auslaute.
| Phonem | Laut | Beispiel     | Bemerkung                                                                              |
| ------ | ---- | ------------ | -------------------------------------------------------------------------------------- |
| /p/    | [⁠p⁠]  | Pik (Pech)   |                                                                                        |
| /t/    | [⁠t⁠]  | Toom (Zaum)  |                                                                                        |
| /k/    | [⁠k⁠]  | koold (kalt) |                                                                                        |
| /b/    | [⁠b⁠]  | Babe (Vater) | Im Auslaut gelegentlich stimmhaft                                                      |
| /d/    | [⁠d⁠]  | Dai (Tag)    | Bei älteren Sprechern gelegentlich stimmhaft im Auslaut                                |
| /g/    | [⁠ɡ⁠]  | Gäize (Gans) | Insbesondere bei jüngeren Sprechern verbreitete Realisationsvariante anstelle von [⁠ɣ⁠]. |

Frikative:
| Phonem | Laut   | Beispiel                        | Bemerkung |
| ------ | ------ | ------------------------------- | --- |
| /g/    | [ɣ, x] | Gäize (Gans), Ploug (Pflug)     | Stimmhafter velarer Frikativ, im Auslaut und vor stimmlosen Konsonanten stimmlos realisiert. Bei jüngeren Sprechern gibt es statt [⁠ɣ⁠] eine Tendenz zum Plosiv [⁠ɡ⁠] wie im Deutschen, diese Entwicklung spiegelt sich aber in der Regel noch nicht in den wissenschaftlichen Untersuchungen wider. |
| /f/    | [f, v] | Fjúur (Feuer)                   | Durch angehängte Endung zwischenvokalisch stimmhaft realisiert: ljoof – ljowe (lieb – liebe) |
| /w/    | [⁠v⁠]    | Woater (Wasser)                 | Normalerweise ein stimmhafter labiodentaler Frikativ wie im Deutschen, nach u allerdings als bilabialer Halbvokal realisiert (s. u.). |
| /v/    | [v, f] | iek skräive (ich schreie)       | Vor stimmlosen Konsonanten stimmlos realisiert: du skräifst (du schreist) |
| /s/    | [s, z] | säike (suchen), zuuzje (sausen) | Stimmhaftes [⁠z⁠] im Anlaut ist ungewöhnlich für friesische Dialekte und auch im Saterfriesischen selten. Es ist kein Minimalpaar s – z bekannt, /z/ ist daher wohl kein Phonem. Bei jüngeren Sprechern findet sich bei einem /s/ + einen weiteren Konsonanten auch immer häufiger [⁠ʃ⁠] als Realisation, also z. B. bei „fräisk“ (friesisch) nicht [frɛɪsk] sondern [frɛɪʃk]. Diese Entwicklung spiegelt sich aber in der Regel noch nicht in den wissenschaftlichen Untersuchungen wider. |
| /ch/   | [⁠x⁠]    | truch (durch)                   | Nur im In- und Auslaut. |
| /h/    | [⁠h⁠]    | hoopje (hoffen)                 | Nur im Anlaut. |

Sonstige Konsonanten:
| Phonem | Laut   | Beispiel        | Bemerkung |
| ------ | ------ | --------------- | --- |
| /m/    | [⁠m⁠]    | Moud (Mut)      | |
| /n/    | [⁠n⁠]    | näi (neu)       | |
| /ng/   | [⁠ŋ⁠]    | sjunge (singen) | |
| /j/    | [⁠j⁠]    | Jader (Euter)   | |
| /l/    | [⁠l⁠]    | Lound (Land)    | |
| /r/    | [r, ɐ] | Roage (Roggen)  | Traditionell im Anlaut und intervokalisch ein gerolltes [⁠r⁠] oder einfaches Zungenspitzen-R [⁠ɾ⁠], nach Vokal oder im Auslaut ein [⁠ɐ⁠]. Bei jüngeren Sprechern findet sich statt [⁠r⁠] immer mehr das Gaumenzäpfchen-R [⁠ʀ⁠], diese Entwicklung spiegelt sich aber in der Regel noch nicht in den wissenschaftlichen Untersuchungen wider. |
| /w/    | [⁠w⁠]    | Kiuwe (Kinn)    | Nur nach u als bilabialer Halbvokal realisiert, ähnlich wie im Englischen. |

## Wortschatz
Das Saterfriesische hat einige auffällige lexikalische Besonderheiten der ostfriesischen Sprache bewahrt. So hat das Wort für reichen („reke“) die Vokabel für geben komplett verdrängt, auch in der existenziellen Bedeutung (z. B. „Daach rakt et Ljude, doo deer baale …“, deutsch „Doch gibt es Leute, die da sprechen …“). Eine andere auffällige Vokabel ist „kwede“ (sagen), die sich im Gegensatz zu anderen germanischen Varietäten im Saterland durchgesetzt hat. Im Altfriesischen existierten „quetha“ und „sedza“ noch nebeneinander (vergleiche „Augustinus seith ande queth …“, deutsch „Augustinus sagt und sagt …“ und das englische „quoth“ für sagte). Ein weiteres Wort, das in früheren Sprachstufen in vielen westgermanischen Varietäten verbreitet war, sich aber nur im Ostfriesischen als allgemein gebräuchliche Bezeichnung durchgesetzt hat, ist „Soaks“ für Messer (vergleiche Sax (Waffe)).

## Schrift
Das Saterfriesische ist erst seit jüngerer Zeit eine Schriftsprache, die u. a. in saterfriesischer Literatur dokumentiert ist. Das deutsche Orthographiesystem eignet sich nur bedingt zur angemessenen Wiedergabe dieser an Lauten reichen Sprache. Die zahlreichen Sprachforscher, die das Saterfriesische untersuchten, benutzten bis zur Mitte des 20. Jahrhunderts verschiedene, teils selbst erdachte Schreibweisen. Die Dichterin Gesina Lechte-Siemer, die ab etwa 1930 Gedichte veröffentlichte, orientierte sich in ihren ersten Werken an dem Kulturhistoriker Julius Bröring, der um 1900 ein Werk über das Saterland veröffentlichte.
In den 1950er Jahren erarbeitete der Groninger Professor Jelle Brouwer eine an das Niederländische angelehnte Schreibweise, die sich aber nicht durchsetzte. Der Westfriese Pyt Kramer, der sich seit den 1950er Jahren intensiv mit dem Saterfriesischen beschäftigt, entwickelte eine Schreibweise um das Prinzip „ein Laut – ein Zeichen“. Der amerikanische Sprachwissenschaftler Marron Fort entwickelte dagegen Brouwers an das Niederländische angelehnte Orthographie weiter. Größter offensichtlicher Unterschied zwischen den Schreibweisen ist die Handhabung der langen Vokale. Bei Kramer wird ein langer Vokal grundsätzlich durch eine Doppelschreibung markiert (z. B. baale – „sprechen“), während bei Fort lange Vokale in offener Silbe nur einfach geschrieben werden, da Vokale in offener Silbe grundsätzlich lang sind. (z. B. bale). Beide Schreibweisen kommen größtenteils ohne Sonderzeichen aus, lediglich bei Fort werden lange von halblangen Vokalen durch einen Akut unterschieden.
Ein De-facto-Standard hat sich bislang nicht durchsetzen können. Die zahlreichen von Kramer betreuten Projekte verwenden dessen Schreibweise, während Forts Schreibweise in seinen Veröffentlichungen verwendet und auch von offizieller Seite anerkannt wird. Die fortlaufende Weiterentwicklung der Schreibweisen zeigt sich zum Beispiel an den Ortsschildern der Ortschaft Scharrel, die bislang saterfriesisch mit Schäddel ausgezeichnet waren, während die neue Schreibweise des Namens Skäddel ist.

## Textprobe
Vater unser (Uus Babe):
Uus Babe in ’n Heemel,
läit hilliged wäide dien Noome.
Läit kuume dien Riek.
Läit geböare dien Wille,
as in ’n Heemel so uk appe Äide.
Uus deegelke Brood reek uus dälich.
Un ferreek uus uus Skeeld.
so as wie uk do ferreeke,
do juun uus skeeldich sunt.
Stjuur uus nit in Fersäikenge,
man erlööse uus fon dät Kwoode.
Dan dien is dät Riek un ju Kroasje
un ju Heerligaid in Eeuwigaid.
Amen

Siehe auch Friesische Sprachen#Sprachvergleich mit germanischen Sprachen und Saterlied

## Forschung
Das Saterland war wegen seiner Abgeschiedenheit und der daraus resultierenden Eigenarten seit dem frühen 19. Jahrhundert immer wieder das Ziel von Forschungsreisenden. Bereits 1794 schrieb der das Saterland besuchende Anthropologe Mauritz Detten über die Saterländer. Er bezeichnete deren Sprache als „ein eignes teutsch, welches, wenigstens zum Theil, offenbar verdorbenes plattdeutsch ist“ und zeichnete ein paar wenige Wörter auf. Ausführlicher war der Prediger Johann Gottfried Hoche in seiner 1800 erschienenen Reisebeschreibung Reise durch Osnabrück und Niedermünster in das Saterland, Ostfriesland und Gröningen. Er widmete der Sprache ein ganzes Kapitel und bezeugte dort seine Meinung, er halte das Saterfriesische für den „ältesten [Dialekt] in Deutschland, und für die Mutter des Englischen, Holländischen, Altsächsischen oder Plattdeutschen“.
Im Jahr 1836 erschien das Werk Onze Reis naar Sagelterland der beiden Westfriesen Hettema und Posthumus, das umfangreiche Wörtersammlungen enthält. Insgesamt ist das Werk aber eher von romantischem und phantasievollem Gepräge und wenig wissenschaftlich. Im Jahr 1846 besuchte der Jeverländische Theologe Johann Friedrich Minssen für mehrere Monate das Saterland. Er beschrieb die Sprache sehr genau und sammelte viele Erzählungen und Sprichwörter in saterfriesischer Sprache. Seine Forschungen veröffentlichte er teilweise in der Zeitschrift Friesisches Archiv, zum großen Teil wurden seine Aufzeichnungen erst nach dem Zweiten Weltkrieg wiedergefunden und herausgegeben.
Der Begründer der modernen Frisistik, Theodor Siebs, beschäftigte sich auch mit dem Saterfriesischen. In seinen bis heute maßgeblichen Schriften Zur Geschichte der englisch-friesischen Sprache (1889) und Geschichte der friesischen Sprache behandelte er neben den anderen damals noch lebendigen friesischen Dialekten auch ausführlich die saterfriesische Sprache. Auch Siebs letzte – allerdings volkskundliche – Veröffentlichung im Jahr 1934 war dem Saterland gewidmet.
Die Erforschung des Saterfriesischen nach dem Zweiten Weltkrieg ist untrennbar mit den Namen Pyt Kramer und Marron Curtis Fort verbunden. Der westfriesische Ingenieur Kramer gab bereits im Alter von 25 Jahren ein saterfriesisches Wörterbuch heraus (1961), 1992 schließlich den ersten Band eines neuen Wörterbuchs. 1982 veröffentlichte er eine Kurzgrammatik des Saterfriesischen. Neben seinen umfangreichen Forschungen war Kramer vor allem in der Sprachpflege tätig. Er gab von 1966 bis 1972 die saterfriesische Zeitschrift Seelter Trjoue und auch noch weitere Werke heraus, u. a. Minssens wiederentdeckte Schriften.
Der amerikanische Germanist Marron Curtis Fort begann in den 1970er Jahren seine Studien zum Saterfriesischen und leitete schließlich bis zum Jahr 2003 die Arbeitsstelle Niederdeutsch und Saterfriesisch an der Universität Oldenburg. Er erstellte zusammen mit Hermann Dumstorf das Saterfriesische Wörterbuch, das 1980 erschien. Daneben gab er die Textsammlungen Saterfriesisches Volksleben (1985) und Saterfriesische Stimmen (1990) heraus und übersetzte das Neue Testament und die Psalmen ins Saterfriesische (2000).

### Allgemeine Beschreibungen
- Marron C. Fort: Das Saterfriesische. In: Horst H. Munske u. a. (Hrsg.): Handbuch des Friesischen. Tübingen 2001, ISBN 3-484-73048-X.
- Dieter Stellmacher: Das Saterland und das Saterländische. Isensee, Oldenburg 1998, ISBN 3-89598-567-8.
- Jan Wirrer (Hrsg.): Minderheiten und Regionalsprache in Europa. Westdeutscher Verlag, Opladen 2000, ISBN 3-531-13131-1.

### Grammatiken
- Pyt Kramer: Kute Seelter Sproakleere – kurze Grammatik des Saterfriesischen. Ostendorp, Rhauderfehn 1982, ISBN 3-921516-35-8.
- Bouke Slofstra, Eric Hoekstra, mit Unterstützung von Pyt Kramer, Tessa Leppers und Henk Wolf: Sprachlehre des Saterfriesischen. 2., überarbeitete Auflage. Fryske Akademy, Ljouwert 2023 (PDF) (abgerufen am 27. Januar 2023).

### Wörterbücher
- Marron C. Fort: Saterfriesisches Wörterbuch. Helmut Buske, Hamburg 1980, ISBN 3-87118-401-2.
- Marron Curtis Fort: Saterfriesisches Wörterbuch. 2., vollständig überarbeitete und stark erweiterte Auflage. Mit 1 CD-ROM. Buske, Hamburg 2015, ISBN 978-3-87548-723-7.

### Saterfriesische Literatur
- Marron C. Fort: Saterfriesische Stimmen. Texte und Zeugnisse aus dem friesischen Saterland mit hochdeutscher Übersetzung. Ostendorp, Rhauderfehn 1990, ISBN 3-921516-48-X.
- Margaretha Grosser: Dööntjene un Fertälstere uut Ljoowe to uus Seeltersk. (Döntjes und Erzählungen aus Liebe zur saterfriesischen Sprache.) Band 1–3. Niehaus, Barßel 1992–1994.
- Gesina Lechte-Siemer: Ju Seelter Kroune. Ostendorp, Rhauderfehn 1977, ISBN 3-921516-18-8.
- Pyt Kramer, H. Janssen: Dät Ooldenhus. Ostendorp, Rhauderfehn 1964.
- Theodor Storm: Die littje Häwelmon. Übersetzt von Margaretha Grosser. Niehaus, Barßel 1993.